# 멕시코의 경제
멕시코의 경제는 세계 은행에 따르면, 표면적으로 13번째로 크고 구매력 기준으로 11위에 있다. 1994년 멕시코 경제 위기 이후로 행정 기관들은 국가의 거시경제 펀더멘털을 개선해왔다. 또한 멕시코는 2002년 남아메리카 경제 위기에 큰 영향을 받지는 않아 긍정적인 모습을 보여 주었으나, 2001년의 짧은 불경기 이후로 저성장 문제가 대두되고 있다. 그러나 멕시코는 2008년 말에 발생한 세계경제위기에 가장 많이 영향을 받은 라틴아메리카의 국가들 가운데 하나였다. 또한 멕시코는 인플레이션과 이자율을 낮추고 인구 소득을 증가시키는 등 전례가 없는 거시경제적 안정성에도 불구하고 도시와 지역 인구 간 격차(북부/남주, 빈부)는 상당한 편이다.

## 자유 무역 협정

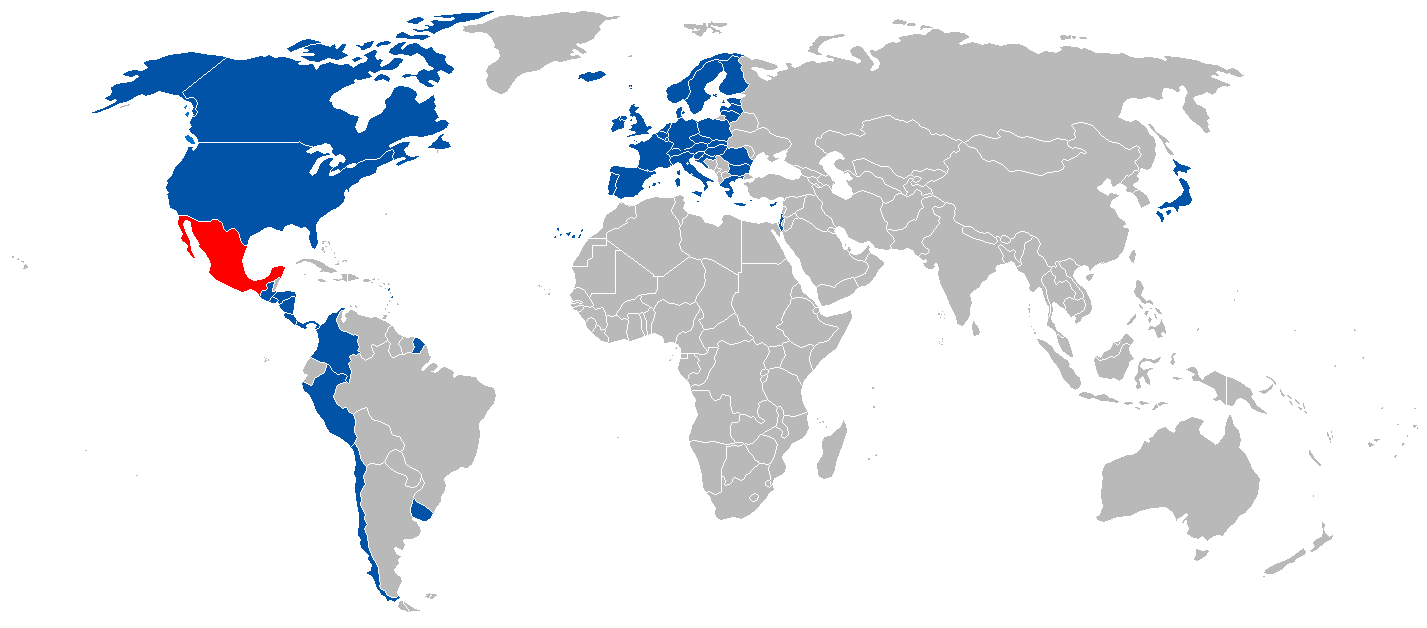
멕시코의 FTA 발효 국가들

멕시코는 1986년에 관세 무역 일반 협정(GATT)에 가입하였고 오늘날에는 세계 무역 기구에 활발히 참여하고 있다. 멕시코는 44개국과 12개의 자유 무역 협정을 발효시켰다.
- 북미자유무역협정 (NAFTA, 1994년): 미국, 캐나다
- G3 자유무역협정 (1995년): 콜롬비아, 베네수엘라. (2006년 에콰도르, 페루, 파나마)
- 코스타리카 (1995년)
- 볼리비아 (1995년)
- 니카라과 (1998년)
- 칠레 (1999년)
- 유럽 연합 (2000년)
- 이스라엘 (2000년)
- 과테말라, 엘살바도르, 온두라스 (2001년)
- 유럽 자유 무역 연합 (EFTA, 2001년): 아이슬란드, 노르웨이, 리히텐슈타인, 스위스
- 우루과이 (2004년)
- 일본 (2005년)

## 빈부격차
멕시코는 빈부격차가 심한 것으로도 유명하다. 조사 결과에 따르면, 소득계층 상위 20%가 전체 가계소득의 과반 이상을 차지하고있으며, 지역간 빈부격차도 심해 멕시코시티는 155만원의 소득수준을 보였으나 오하사카 지역은 소득 수준이 74만원에 불가하였다.OECD의 연구결과에서 멕시코의 상위층과 하위층의 소득 격차는 25:1로, 이는 칠레와 더불어 OECD 회원국중 가장 높은 수준이었다.학자들은 멕시코의 빈부격차가 심화된것으로는 제도혁명당정부의 신자유주의 정책과 북부지역 우선 발전 등으로 인한 여파로 보고있다.

## 같이 보기
- 북미자유무역협정